# 1587
| 1587               |
| ------------------ |
| Dødsfald - Fødsler |
|                    |

| Gregoriansk kalender | 1587 MDLXXXVII          |
| Ab urbe condita      | 2340                    |
| Armensk kalender     | 1036 ԹՎ ՌԼԶ             |
| Kinesiske kalender   | 4283 – 4284 丙戌 – 丁亥 |
| Etiopisk kalender    | 1579 – 1580             |
| Jødisk kalender      | 5347 – 5348             |
| Hindukalendere       |                         |
| - Vikram Samvat      | 1642 – 1643             |
| - Shaka Samvat       | 1509 – 1510             |
| - Kali Yuga          | 4688 – 4689             |
| Iransk kalender      | 965 – 966               |
| Islamisk kalender    | 995 – 996               |

Konge i Danmark: Frederik 2. 1559-1588
Se også 1587 (tal)

## Begivenheder
- 1. februar – Elizabeth 1. af England underskriver Marie Stuarts dødsdom.

## Født
- 2. januar – Anders Arrebo, dansk digterpræst (død 1637).
- 8. januar – Johannes Fabricius, hollandsk astronom (død 1616).

## Dødsfald
- 8. februar –   Marie Stuart, Dronning af Skotland (født  8. december 1542)